# Jakob Baumann (Abt)
Jakob Baumann (* ca. 1491; † 1562) war der letzte Abt des Zisterzienserklosters Dargun.
Baumann stammte aus Stendal und war vor seiner Wahl zum Abt von Dargun im Jahr 1549 Pförtner und Mönch des  Zisterzienserklosters Himmelpfort gewesen. Am 6. März 1552 nahm er widerstandslos die Säkularisation des Klosters Dargun hin; wurde danach erster evangelischer Pastor im nahe gelegenen Röcknitz, dem späteren Dargun, und heiratete.